# Pedaso
Pedaso település Olaszországban, Marche régióban, Fermo megyében. Lakosainak száma 2832 fő (2023. január 1.). Pedaso Campofilone és Altidona községekkel határos.

## Népesség
A település lakossága az elmúlt években az alábbi módon változott:
| Lakosok száma | 2811 | 2817 | 2832 |
|               | 2017 | 2018 | 2023 |